# Anaxagorea panamensis
Anaxagorea panamensis är en kirimojaväxtart som beskrevs av Paul Carpenter Standley. Anaxagorea panamensis ingår i släktet Anaxagorea och familjen kirimojaväxter. Inga underarter finns listade i Catalogue of Life.